# Jonathan Canini
Jonathan Canini è un attore comico italiano.